# Złotopolscy

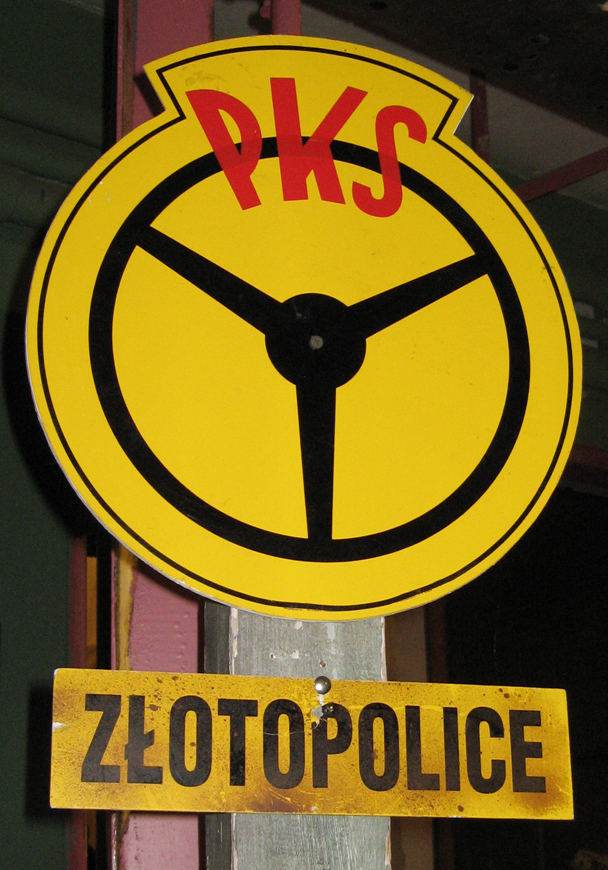
Tablica przystanku autobusowego w Złotopolicach – rekwizyt w serialu

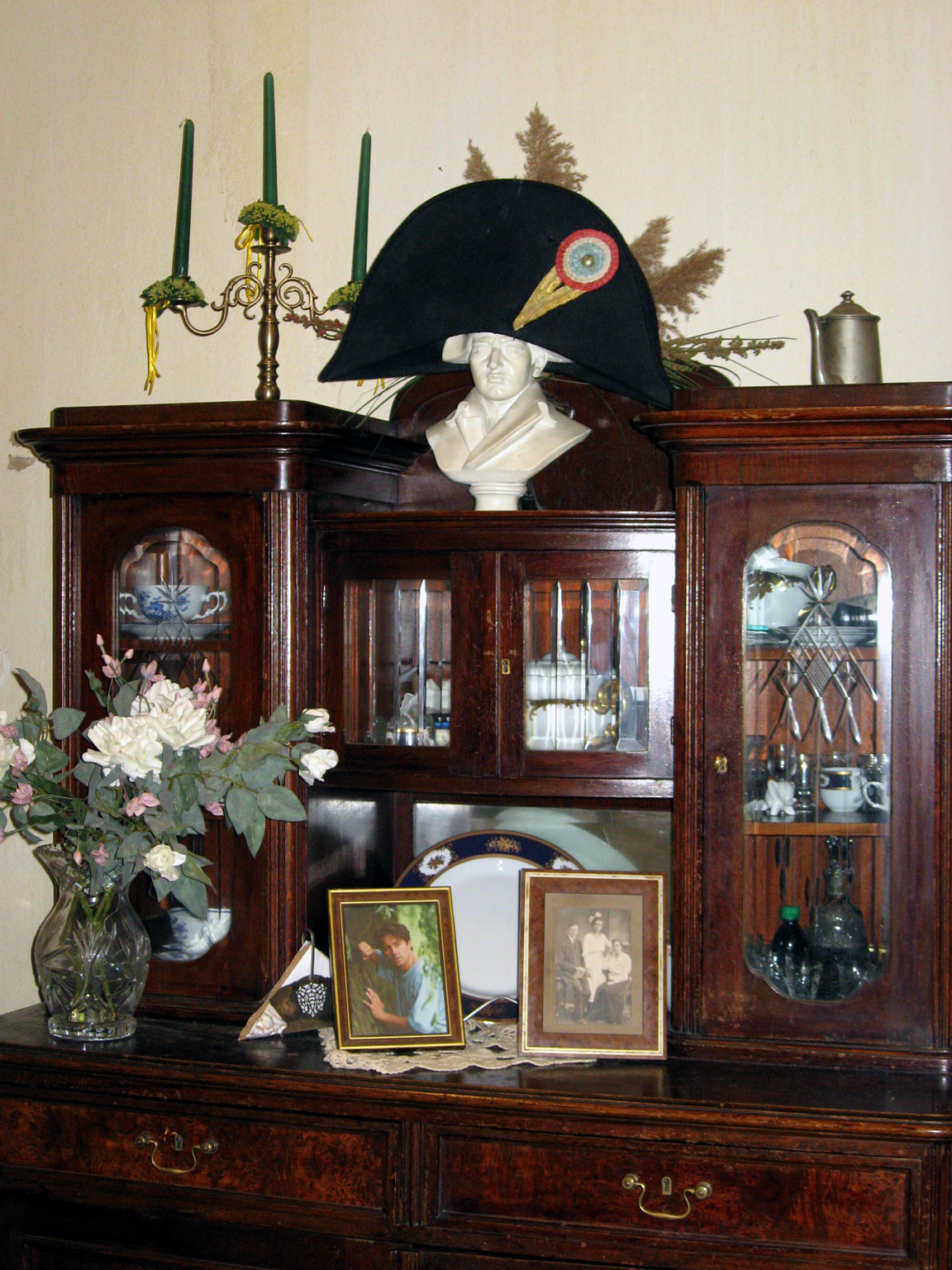
Plan serialu – kredens w Złotopolicach

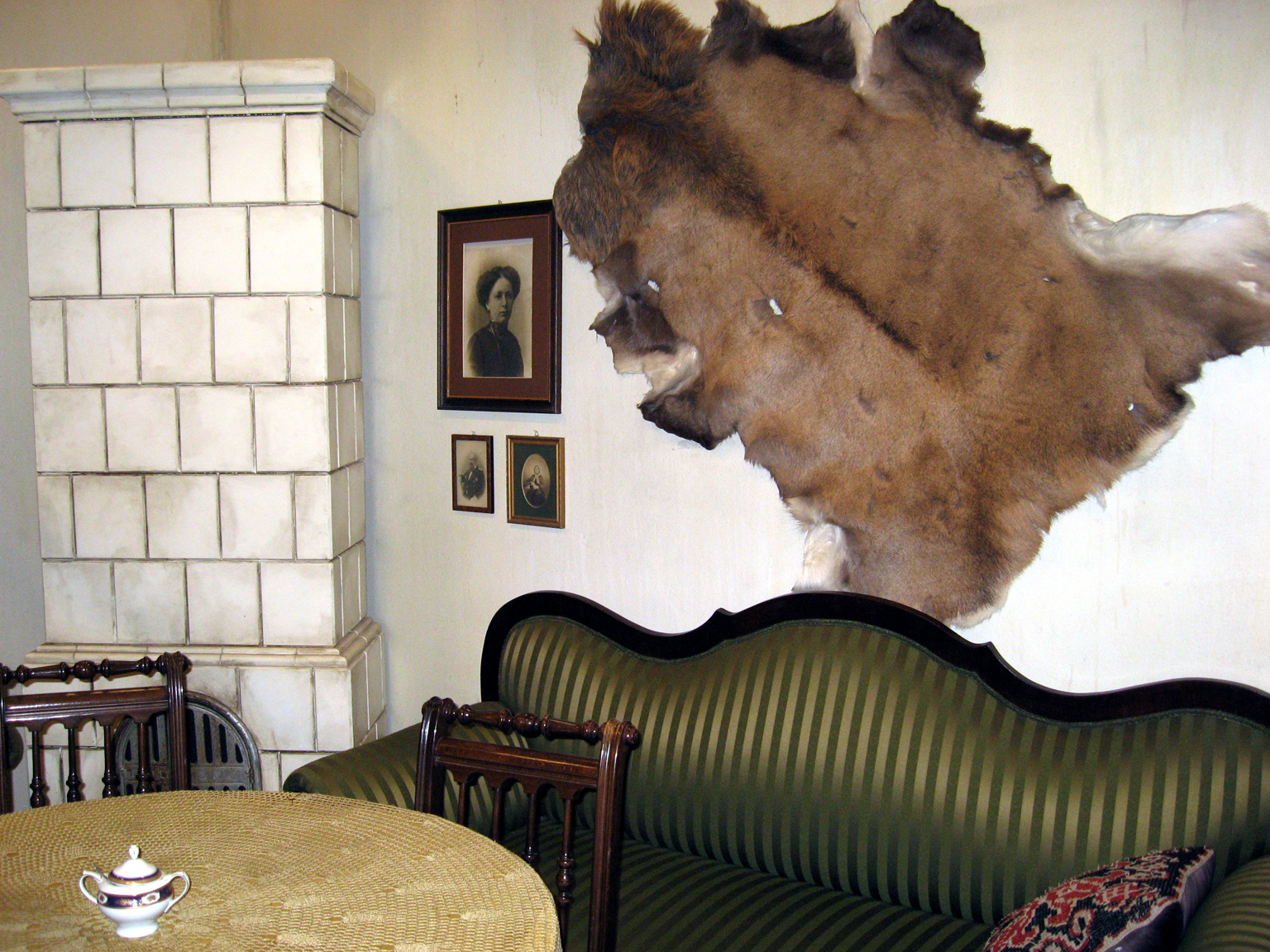
Plan serialu – mieszkanie w Złotopolicach

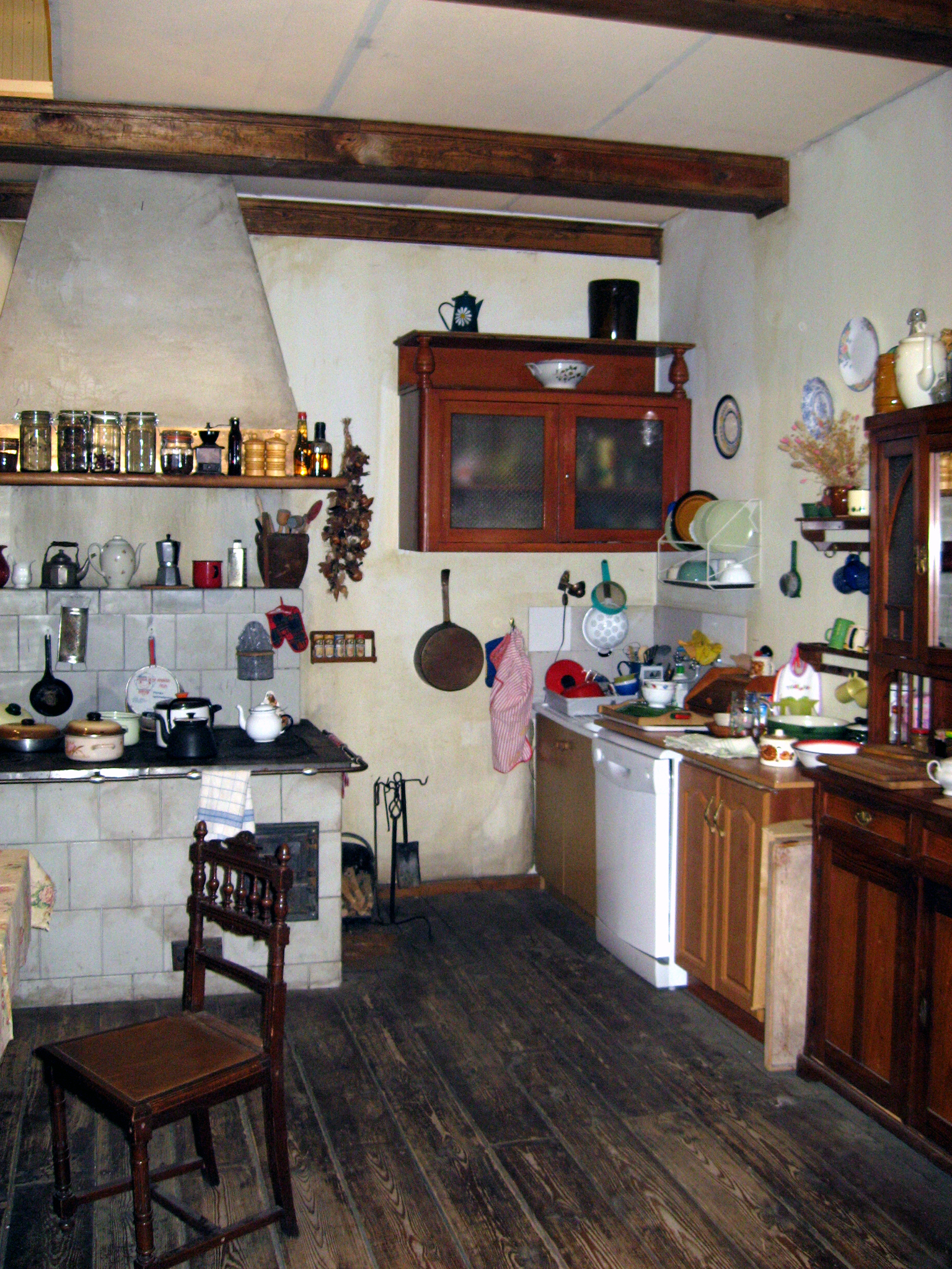
Plan serialu – kuchnia w Złotopolicach

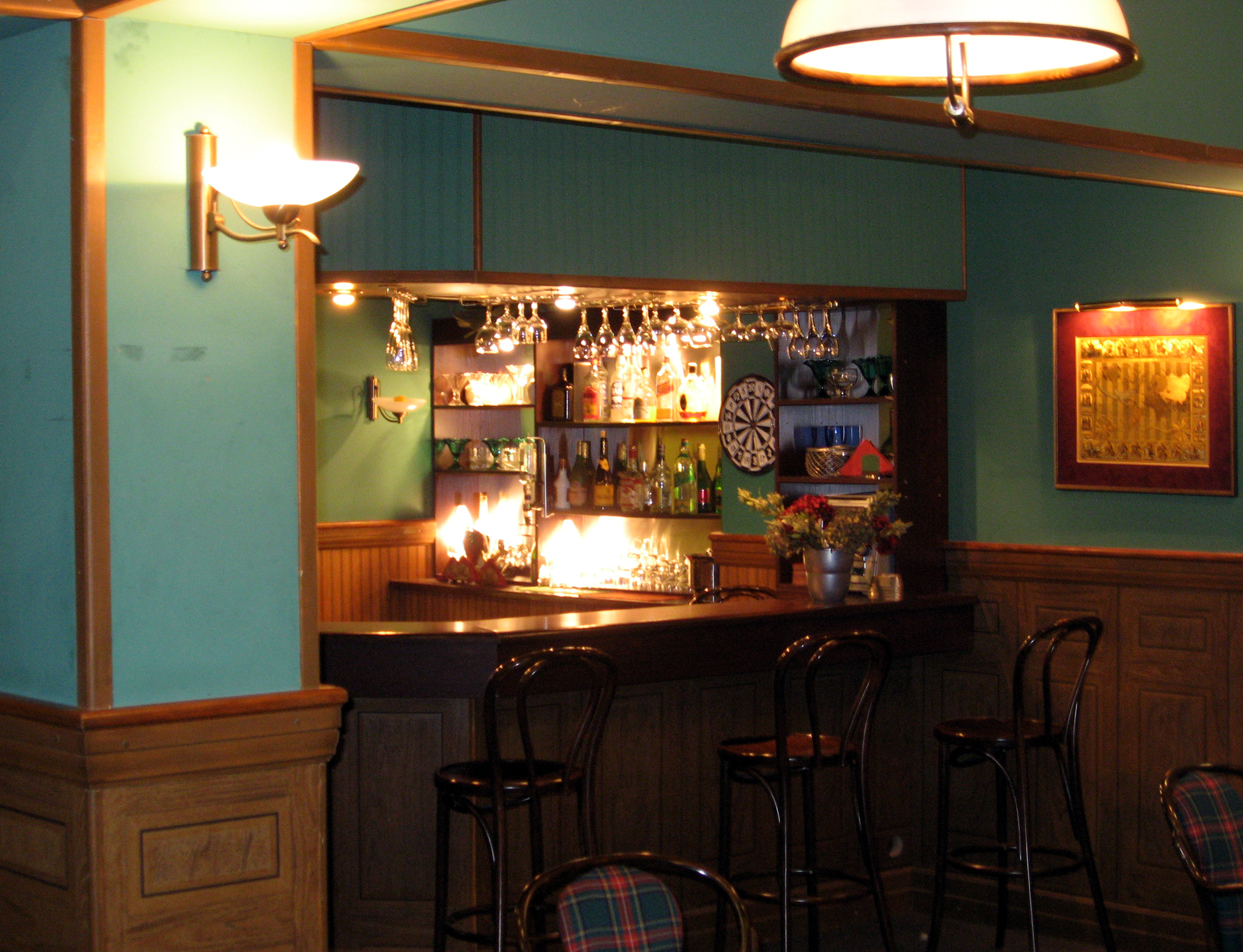
Plan serialu – bar Kowalskiego: Planeta „K” w Warszawie

Złotopolscy – polski serial obyczajowy (określany również jako telenowela) emitowany premierowo od 26 grudnia 1997 do 25 grudnia 2010 na antenie TVP2. Przedstawiał losy dwóch gałęzi rodu Złotopolskich, zapoczątkowanych przez Dionizego Złotopolskiego i jego siostrę-bliźniaczkę Eleonorę Gabriel.
Pierwsze trzy pilotowe odcinki wyświetlono na antenie TVP1 23, 24 i 25 czerwca 1997 w ramach konkursu na nową polską telenowelę, w którym rywalizowały także Zaklęta i Klan. Mimo zajęcia drugiego miejsca serial skierowano do produkcji, ale na potrzeby TVP2. Pilotowe odcinki powtórzono już w tej stacji 26, 27 i 28 grudnia 1997. Regularna emisja nowych odcinków rozpoczęła się 2 stycznia 1998. Od 2 stycznia do 31 lipca 1998 serial emitowany był w piątki i soboty o 19.00, również w wakacje, jednakże w sierpniu 1998 tylko w soboty. Od 5 września 1998 do 27 czerwca 1999 emisję przeniesiono na soboty i niedziele o 15.30, a nowe odcinki pokazywano również w dni świąteczne. Od 1999 w lipcu i sierpniu emisja serialu była zawieszana. Od 4 września 1999 do 24 czerwca 2001 godzinę rozpoczęcia przesunięto na 15.00. Od 8 września 2001 do 21 czerwca 2009 serial przesunięto na 14.30. Od 31 sierpnia do 29 grudnia 2009 premiery odcinków odbywały się w poniedziałki i wtorki o 18.30 (powtórki w porze dotychczasowych premier tj. w soboty i niedziele o 14.30). W styczniu i lutym 2010 po raz pierwszy i ostatni miała miejsce zimowa przerwa w emisji premierowych odcinków. Od 7 marca do 25 grudnia 2010 nowe odcinki pokazywane były ponownie o 14.30, ale już tylko w niedziele i niektóre dni świąteczne (w soboty powtórki). W TVP Polonia odcinki pokazywano z kilkutygodniowym opóźnieniem z angielskimi napisami.
Był to jeden z najdłużej wyświetlanych seriali telewizyjnych produkcji polskiej. 21 grudnia 2008 wyemitowany został 1000. odcinek, tym samym serial został piątą polską produkcją serialową (po Klanie, Samym życiu, Plebanii i Na Wspólnej), która osiągnęła taką liczbę odcinków.
Z okazji 25-lecia powstania na antenę Telewizyjnej Dwójki serial powrócił 1 sierpnia 2022 roku w nowej, lepszej jakości.

## Produkcja
Serial był produkowany przez firmy związane z Tadeuszem Lampką i Marianem Terleckim: w okresie 1997–2004 przez MTL Maxfilm, a w latach 2004–2010 przez ATM.
Akcja serialu toczy się w Warszawie i podwarszawskich Złotopolicach. Często wspominane są też inne rzeczywiste miejscowości w pobliżu Złotopolic: Załuski, Kamienica, Płońsk, Kroczewo, Stróżewo, Zakroczym i Nowy Dwór Mazowiecki. W rzeczywistości plenerami zdjęciowymi były jednak inne podwarszawskie miejscowości, m.in. Many i okolice Tarczyna, a także tereny Warszawy.
Jesienią 2010 dyrekcja TVP2 podała do wiadomości, że z powodu malejącej oglądalności zakończyła produkcję Złotopolskich, tym samym zdejmując serial z anteny po 13 latach emisji.

## Postacie serialu

### Rodzina Złotopolskich
- Dionizy i Julia Złotopolscy (Henryk Machalica, Anna Milewska) – Dionizy i Julia Kamieniecka wywodzili się ze szlacheckich, zamożnych rodzin, właścicieli majątków w Złotopolicach i Kamienicy. W latach 50. mieli się pobrać, jednak ich rodziny skonfliktowały się z powodu posagu. Skutkiem tego, narzeczeni zmuszeni byli się rozstać. Dionizy poślubił Melanię Kownacką, z którą miał syna Marka, Julia natomiast ukończyła studia medyczne i wyjechała na misję do Nigerii. Długo skrywaną tajemnicą było urodzone w Afryce dziecko Julii i Dionizego, Chris Kamieniecki. Prawdę o jego istnieniu Julia wyjawiła rodzinie kilka lat po śmierci męża. Dionizy był bratem bliźniakiem Eleonory Gabriel z którą był skłócony. Nestor rodu Złotopolskich był postacią energiczną i żywiołową. Cieszył się powszechnym szacunkiem mieszkańców Złotopolic, widzących w nim autorytet. W 1999 roku, bez wiedzy Dionizego, wybrali go sołtysem swojej wsi. W 1998 roku przy okazji niedoszłego ślubu swojego przyjaciela Józefa Garlińskiego z Elżbietą Kleczkowską, Dionizy, już jako wdowiec, odnowił kontakt z Julią i zaproponował jej małżeństwo. Złotopolscy mieszkali we dworze w Złotopolicach i stanowili zgodną parę do śmierci Dionizego na gruźlicę w 2004 roku. Julia, będąca spokojną, dobroduszną i szykowną osobą, stała się obiektem zainteresowania lokalnych mężczyzn, w tym Emila i Józefa. Nigdy jednak nie zdecydowała się na ponowny ożenek.
- Marek i Barbara Złotopolscy (Kazimierz Kaczor, Anna Nehrebecka) – mają dwóch synów Waldka i Kacpra. Marek był senatorem, obecnie jest sołtysem Złotopolic. Barbara prowadziła fundację. Została napadnięta. Miała nowotwór mózgu, po uderzeniu podczas napadu, choroba spotęgowała się do takiego stopnia, że leczenie w Polsce nie miało sensu. Zmarła podczas operacji w Szwajcarii po długim leczeniu. W późniejszym czasie Marek interesował się Magdaleną, która pracowała u Złotopolskich jako gospodyni.
- Waldek i Marcelina Złotopolscy (Andrzej Nejman, Magdalena Stużyńska/Katarzyna Pierścionek) – Waldek był starszym synem Barbary i Marka. Był mężem Weroniki, która zginęła w atakach na World Trade Center. Do jej śmierci wspólnie wychowywali jej syna i córkę z poprzedniego związku. Ponownie związał się z Marcysią Biernacką, córką posła Władysława Biernackiego. Waldek wyjechał do Kazachstanu, aby ratować Andrzeja Złotopolskiego, gdzie został aresztowany. Zginął w wypadku samochodowym we Lwowie. Marcysia studiuje marketing i zarządzanie. Pracuje w kawiarni Marty. Ma problemy ze wzrokiem i długo leczyła się za granicą. Mają synów bliźniaków Dionizego (Jan Kędzior) oraz Andrzeja (Mateusz Kędzior).
- Kacper Złotopolski (Andrzej Piaseczny) – młodszy syn Marka i Barbary, znany jako piosenkarz Kacper Górniak. Nie ma szczęścia do kobiet. Przez pewien czas związany z Marylką Baką (która wyszła za mąż za Tomka Gabriela) oraz z Anetą Zając. Dużo koncertował w Polsce i za granicą, głównie w Stanach Zjednoczonych. Jego kariera zwolniła tempo, gdy popadł w uzależnienie od hazardu. W tym czasie stracił wszystkie zarobione pieniądze, popadł w długi i musiał ukrywać się przed wierzycielami i światem gangsterskim. Miał wypadek. Zapadł w śpiączkę z której wybudziła go najprawdopodobniej Maryna.
- Weronika Złotopolska (Agnieszka Sitek) – pierwsza żona Waldka, rozwiodła się z Mirkiem Gabrielem, stryjecznym bratem Waldka i Kacpra, poślubiła Waldka, miała dzieci z pierwszego małżeństwa Antosia (Radek Gelber) i Oleńkę (Gabrysia Gelber). Oficjalnie przyjęło się, że zginęła w Nowym Jorku 11 września 2001 w czasie ataku terrorystycznego na World Trade Center.
- Chris Kamieniecki (Piotr Machalica) – nieślubny syn Julii i Dionizego z czasów ich młodzieńczej miłości, urodzony w Nigerii już po ich rozstaniu; o jego istnieniu Julia powiedziała rodzinie dopiero kilka lat po śmierci Dionizego, który nigdy się o nim nie dowiedział.
- Andrzej i Magdalena Złotopolscy (Andrzej Grabowski, Małgorzata Zajączkowska) – Andrzej jest kuzynem Marka z Kazachstanu, powrócił do Polski i ożenił się ze służącą Magdaleną po śmiertelnym wypadku jej męża. Został wybrany na nowego sołtysa Złotopolic, jednak wyjechał do Kazachstanu, gdzie został aresztowany, zostawił Magdalenę i zrzekł się majątku na rzecz Waldka. Magdalena wyszła ponownie za mąż za Chrisa, syna Julii i Dionizego.
- Jan Złotopolski (Tomasz Ciachorowski) – prawnuk Konrada Złotopolskiego – brata dziadka Dionizego. Odwiedził Marcysię Złotopolską, by odnowić rodzinne kontakty. Uważa, że rodzinę dosięgła kara boża.
- Zosia Złotopolska (Milena Suszyńska) – siostra Jana. Razem z nim mieszka w Zakroczymiu i postanawia nawiązać kontakt z krewnymi ze Złotopolic.

### Rodzina Gabrielów
- Eleonora Gabriel z d. Złotopolska (Alina Janowska) – siostra bliźniaczka Dionizego, wdowa po komuniście, skłócona ze Złotopolskimi o majątek. Ma syna Wiesława. Jest chorobliwie nadopiekuńcza, stara się chronić swoją rodzinę przed kłopotami, często wplątując swoich bliskich w jeszcze większe problemy. Znana z wielu intryg. Przez lata ukrywała listy pierwszej żony Wiesława do niego i ich biologicznej córki Agaty. Chowała też listy od Mirka, męża Weroniki, w których m.in. wydał jej zgodę na rozwód. Porwała swoje prawnuki Antosia i Oleńkę bo chciała je mieć przy sobie.
- Wiesław i Marta Gabriel (Paweł Wawrzecki, Ewa Ziętek) – mają dwóch synów: Tomasza i Mirosława. Wiesiek (ur. 20 czerwca 1950[4]) ma także córkę z pierwszego małżeństwa z Iloną Clark-Kowalską, Agatę (Marta pokochała ją jak własną córkę). Wiesiek jest komendantem komisariatu policji na warszawskim Dworcu Centralnym, a Marta prowadzi kawiarnię.
- Tomasz i Maryla Gabriel (Piotr Szwedes, Anna Przybylska) – Tomasz jest prywatnym detektywem. Marylka byłą policjantką na Dworcu Centralnym w Warszawie. Ostatecznie wyjechała do Londynu.
- Mirosław i Janina Gabriel (Radosław Elis, Monika Stefaniak) – Mirosław to starszy syn Marty i Wieśka, pierwszy mąż Weroniki Złotopolskiej, ojciec bliźniaków, które wychowują. Mają także adoptowaną nastoletnią córkę – Kasię. Są małżeństwem od 2002.
- Kasia Gabriel (Paulina Janus/Klaudia Derebecka) – adoptowana córka Mirka i Janiny Gabrielów. Jest w klasie maturalnej.
- Agata i Radosław Tulczyńscy (Paulina Młynarska/Aleksandra Woźniak, Jacek Rozenek) – ślub wzięli w tajemnicy przed rodziną, ponieważ matka Agaty, Ilona, nie akceptowała ich związku. Agata jest bizneswoman, przez 8 lat mieszkała w USA. Kiedyś związana była z Maksem Grubbą. Radek pochodzi z arystokratycznej rodziny. Jest lekarzem.

### Pozostałe postacie
- Józef Garliński (Jerzy Turek) – listonosz w Złotopolicach i kilku innych okolicznych wsiach, przyjaciel domu Złotopolskich, chrzestny Kacpra i małego Dionizego, syna Waldka. Po latach starokawalerstwa próbował ożenić się z Julią, wdową po swoim zmarłym przyjacielu – Dionizym Złotopolskim. Wcześniej chciał związać się z Elżunią Kleczkowską, z którą był dwukrotnie zaręczony, a raz uciekł niemal sprzed ołtarza w dniu ślubu. Był stryjem dla Ziuka (Józefa) Garlińskiego, który później tak jak on został listonoszem we wsi. Z charakteru był życiowym fajtłapą i nieudacznikiem. Pracę listonosza traktował jako wielką misję i służbę dla mieszkańców, którym doręczał listy. Lubił plotkować i roznosić po okolicy nie do końca sprawdzone informacje, czym często sprowadzał na siebie kłopoty.
- Aniela Garlińska (Maria Maj) – siostra Józefa i ciotka Ziuka, wcześniej często wspominana w serialu, po raz pierwszy pojawia się jednak dopiero w odcinkach z 2009.
- Ziuk i Różyczka Garlińscy (Filip Rojek, Angelika Andrys) – bratanek Józefa z Kazachstanu. Przyjechał do Złotopolic będąc już dorosłym mężczyzną, by poznać swoją rodzinę. Oprócz funkcji organisty w kościele, przejął od Józefa posadę listonosza. Ożenił się z Różyczką, córką Leona Borowego. Mają syna Oliwiera.
- Elżbieta Kleczkowska-Ordalska (z domu Bańka[5]) i Grzegorz Ordalski (Małgorzata Rożniatowska, Grzegorz Komendarek) – mieszkają w Złotopolicach, ma dwie córki dorosłe które mieszkają w Warszawie. Elżbieta jest właścicielką sklepu. W 2004 wyszła za mąż za znacznie młodszego od niej Grzesia, który pracuje w kawiarni Marty jako kucharz.
- Władysław Biernacki (Marek Siudym) – ojciec Marcysi, poseł. Wdowiec, ożenił się z młodszą kobietą, Moniką, która urodziła mu dziecko, po czym odeszła. Planował wspólną przyszłość ze swoją sekretarką, Joasią Jęczydło, która związała się jednak z policjantem Froteckim.
- Ilona Clark-Kowalska (Ewa Kasprzyk) – pierwsza żona Wieśka, matka Agaty, bogata bizneswoman. Miała kilku mężów. Po wielu latach od wyjazdu do USA powróciła do Polski i rozkręciła wiele nowych biznesów. Będąc ponownie w kraju rozwiodła się z Jerzym Kowalskim, późniejszym senatorem i zaczęła niezobowiązująco romansować ze swoim pierwszym mężem. Z czasem postanowił on jednak, że pozostanie wierny Marcie. Po 9 latach w 2007 roku wróciła do Stanów Zjednoczonych.
- Organista Antoni Pereszczako (Eugeniusz Priwieziencew) – kościelny, organista i grabarz w Złotopolicach.
- Emil Gilewski (Leon Niemczyk) – mieszkaniec Gostolina, przez wiele lat mieszkał w USA, zdobywając pokaźny majątek, a następnie powrócił do Polski; właściciel solarium w Załuskach. Dawna miłość Eleonory, której po latach nie chciał jednak już poślubić. Miał siostre Katarzynę, ktora sprzedala dom rodzinny i wyjechała do Olsztyna. Tam wyszla za mąż Wladysława Wonsa.Mieli dwójkę dzieci syna I córkę. Syn to Jerzy Wonsa,  a Marylka Baka to siostrzenica Jeżego Wonsa.
- Jerzy Kowalski (Leszek Teleszyński) - były senator i były mąż Ilony Clark-Kowalskiej.  Był także właścicielem fundacji "Dzieci ulicy", pubu "Czerwona latarnia" i elitarnego klubu "Planeta K". W wypadku samochodowym potrącił Joannę, byłą dziewczynę Tomka Gabriela, w wyniku czego poroniła i stała się bezpłodna. Znany z wielu nieuczciwych interesów; doprowadził swoją drugą żonę Ewę do załamania nerwowego, a potem depresji. Próbował zrobić z niej wariatkę i przyczynił się do umieszczenia jej w szpitalu psychiatrycznym. W wyniku kłopotów z prawem wyjechał  z Polski. Za granicą uległ wypadkowi i został sparaliżowany. Niedługo po tym zdarzeniu powrócił do kraju i związał się z Mirellą, która była jego rehabilitantką. Z czasem odzyskał sprawność fizyczną.
- Ewa Kowalska (Renata Gabryjelska) - żona Jerzego Kowalskiego, była dziewczyna Tomka. Była także związana m.in. z Arturem Lenartem i Piotrem Hartownym. Ma brata - Maćka, który tak jak ona w przeszłości, doświadczał przemocy domowej ze strony ojca. Wraz z Jerzym doprowadziła do umieszczenia go w internacie w Łodzi, gdzie kontynuował naukę. Gdy dowiedziała się o nieuczciwych interesach swojego męża chciała od niego uciec. Ten jednak doprowadził ją najpierw do załamania nerwowego, a potem depresji. Znęcał się nad nią psychicznie, w wyniku czego trafiła do szpitala psychiatrycznego. Zmagała się też z alkoholizmem. Kiedy wdała się w romans z Tomkiem, jej brat zagroził, że jeśli zostawi Kowalskiego zacznie brać narkotyki. Ostatecznie rozstała się z Jurkiem, a Maciek uzależnił się od amfetaminy i często uciekał z internatu. Była przez krótki czas właścicielką klubu "Planeta K", który sprzedała Ilonie Clark-Kowalskiej. Pracowała także w banku, jako specjalistka ds. public relations, a potem fotomodelka.

## Obsada aktorska serialu
| Aktor                          | Rola                                | Okres                      |
| ------------------------------ | ----------------------------------- | -------------------------- |
| Kazimierz Kaczor               | Marek Złotopolski                   | 1997–2010                  |
| Andrzej Piaseczny              | Kacper Złotopolski-Górniak          | 1997–2010                  |
| Alina Janowska                 | Eleonora Gabriel                    | 1997–2010                  |
| Paweł Wawrzecki                | Wiesław Gabriel                     | 1997–2010                  |
| Ewa Ziętek                     | Marta Gabriel                       | 1997–2010                  |
| Piotr Szwedes                  | Tomasz Gabriel                      | 1997–2010                  |
| Leszek Teleszyński             | Jerzy Kowalski                      | 1997–2010                  |
| Kazimierz Orzechowski          | Ks. Leski                           | 1997–2008, 2010            |
| Grzegorz Komendarek            | Grzegorz Ordalski                   | 1998–2010                  |
| Adam Ferency                   | Marcel                              | 1998–2010                  |
| Joanna Orleańska               | Joanna Frotecka                     | 1998–2010                  |
| Roman Oszkiewicz               | „Generał”                           | 1998–2010                  |
| Arkadiusz Janiczek             | Jerzy Marciniak „Rudy”              | 1998–2010                  |
| Małgorzata Rożniatowska        | Elżbieta Kleczkowska-Ordalska       | 1998–2010                  |
| Grzegorz Okrasa                | barman Stefan                       | 1998–2010                  |
| Anna Milewska                  | Julia Złotopolska                   | 1998–2010                  |
| Anna Przybylska                | Maryla Gabriel                      | 1998–2007, 2009–2010       |
| Grażyna Strachota              | Marita Collin-Urbańska-Dunin        | 1998, 2000–2005, 2009–2010 |
| Wojciech Kalarus               | Ryszard Frotecki                    | 1998–2010                  |
| Marek Siudym                   | Władysław Biernacki                 | 1999–2010                  |
| Maciej Makowski                | Piotr Hartowny                      | 2002–2004, 2006–2010       |
| Anna Dereszowska               | Kalina Fatalska                     | 2002–2010                  |
| Robert Kowalski                | Roman Zalewski                      | 2002–2010                  |
| Klaudia Halejcio               | Angelika Kwaśniewska                | 2003–2010                  |
| Małgorzata Zajączkowska        | Magdalena Złotopolska               | 2004–2010                  |
| Kinga Ciesielska               | Katarzyna Zalewska                  | 2004–2010                  |
| Jan Kędzior                    | Dionizy Złotopolski Junior          | 2004–2010                  |
| Mateusz Kędzior                | Andrzej Złotopolski Junior          | 2004–2010                  |
| Filip Rojek                    | Ziuk Garliński                      | 2005–2010                  |
| Leszek Zduń                    | Wikary Franciszek Wysocki           | 2006–2010                  |
| Wiesław Wójcik                 | Leon Borowy                         | 2006–2010                  |
| Stanisław Mikulski             | Stanisław Gwis                      | 2007–2010                  |
| Agnieszka Wielgosz             | Agnieszka Koral                     | 2007–2010                  |
| Tomasz Ciachorowski            | Jan Złotopolski                     | 2008–2010                  |
| Milena Suszyńska               | Zofia Złotopolska                   | 2009–2010                  |
| Paulina Chruściel              | Berta                               | 2009–2010                  |
| Violetta Arlak                 | Elwira Kwaśniewska                  | 2009–2010                  |
| Grzegorz Przybył               | James Moon                          | 2009–2010                  |
| Mateusz Jordan                 | Sławomir Śliwiński                  | 2009–2010                  |
| Wiktoria Adejumo               | Wera Frotecka                       | 2009–2010                  |
| Maria Maj                      | Aniela Garlińska                    | 2009–2010                  |
| Katarzyna Kołeczek             | Amelia Ziółkowska                   | 2009–2010                  |
| Katarzyna Pierścionek          | Marcysia Złotopolska (#2)           | 2010                       |
| Agnieszka Martyna              | Magda, koleżanka Tomka Gabriela     | 1997                       |
| Anna Samusionek                | Maria Biernacka                     | 1997                       |
| Anna Wielgucka                 | Sylwia Łagodna (#1)                 | 1997                       |
| Zbigniew Korepta               | przechodzień                        | 1997                       |
| Jacek Borcuch                  | chłopak w pubie                     | 1997                       |
| Piotr Wiszniowski              | chłopak w pubie                     | 1997                       |
| Tomasz Sapryk                  | Jerzy Buber                         | 1997                       |
| Agnieszka Michalska            | Jadzia                              | 1997                       |
| Maciej Orłoś                   | Lipawski                            | 1997–1998                  |
| Katarzyna Skarżanka            | Alicja                              | 1997–1998                  |
| Julian Mere                    | policjant                           | 1998                       |
| Wojciech Machnicki             | lekarz                              | 1998                       |
| Zbigniew Bielski               | Stanisław Pręga                     | 1998                       |
| Agata Łagoda                   | Sylwia Łagodna (#2)                 | 1998                       |
| Małgorzata Kożuchowska         | Jagoda                              | 1998                       |
| Masza Jatrowa                  | Masza                               | 1998                       |
| Robert Czebotar                | Robert                              | 1998                       |
| Katarzyna Figura               | Krystyna Michalak                   | 1998                       |
| Marzena Weselińska             | Viola                               | 1998                       |
| Jowita Miondlikowska           | Krystyna Pietrzak                   | 1998                       |
| Krzysztof Gosztyła             | Andrzej Zapotoczny                  | 1998                       |
| Janusz Weiss                   | prowadzący „Miliarda w rozumie”     | 1998                       |
| Włodzimierz Szaranowicz        | dziennikarz sportowy                | 1998                       |
| Dariusz Szpakowski             | dziennikarz sportowy                | 1998                       |
| Jolanta Fajkowska              | prezenterka TVP2                    | 1998                       |
| Agata Młynarska                | prezenterka TVP2                    | 1998                       |
| Nina Terentiew                 | prowadząca „Bezludnej wyspy”        | 1998                       |
| Lech Łotocki                   | właściciel działki                  | 1998                       |
| Robert Płuszka                 | nabywca biletów na koncert          | 1998                       |
| Andrzej Śledź                  | pracownik banku                     | 1998                       |
| Małgorzata Lipmann             | prowadząca „Randki w ciemno”        | 1998                       |
| Tomasz Dedek                   | policjant                           | 1998                       |
| Bożena Robakowska              | salowa                              | 1998                       |
| Diana Pasikowska               | pielęgniarka                        | 1998                       |
| Wołodia Grekov                 | znajomy Maszy                       | 1998                       |
| Michał Banach                  | mężczyzna                           | 1998                       |
| Andrzej Mastalerz              | inspektor                           | 1998                       |
| Paweł Tucholski                | inspektor                           | 1998                       |
| Sławomira Łozińska             | mama Weroniki                       | 1998                       |
| January Brunov                 | nabywca Jeepa                       | 1998                       |
| Piotr Siejka                   | żołnierz                            | 1998                       |
| Dariusz Błażejewski            | żołnierz                            | 1998                       |
| Marcel Borowiec                | chłopak                             | 1998                       |
| Michał Jarmicki                | Kowalik                             | 1998                       |
| Tomasz Łysiak                  | kapral                              | 1998                       |
| Krystyna Kołodziejczyk-Szyszko | mama Maxa Grubby                    | 1998                       |
| Paweł Nowisz                   | tata Maxa Grubby                    | 1998                       |
| Robert Gonera                  | Filip Marczuk                       | 1998                       |
| Wojciech Magnuski              | adwokat Marity                      | 1998                       |
| Ireneusz Dydliński             | mężczyzna                           | 1998                       |
| Marek Lewandowski              | pułkownik                           | 1998                       |
| Artur Krajewski                | Darek                               | 1998                       |
| Tadeusz Falana                 | kierowca                            | 1998                       |
| Krystyna Rutkowska-Ulewicz     | Luiza                               | 1998                       |
| Maria Klejdysz                 | pani Maria                          | 1998                       |
| Paulina Młynarska              | Agata Gabriel (#1)                  | 1997–1999                  |
| Jan Piechociński               | Jędrzejewski                        | 1998–1999                  |
| Agata Kulesza                  | „Dilajla”                           | 1998–1999                  |
| Krystyna Feldman               | Piekutowa                           | 1998–1999                  |
| Zdzisław Rychter               | Kizior                              | 1998–1999                  |
| Edyta Łukaszewicz-Lisowska     | Viola                               | 1998–1999                  |
| Igor Michalski                 | psychiatra                          | 1998–1999                  |
| Dorota Chotecka                | Beata Kryńska                       | 1999                       |
| Sybilla Rostek                 | policjantka                         | 1999                       |
| Leon Charewicz                 | Gustaw „Smakosz”                    | 1999                       |
| Zdzisław Sośnierz              | „Lombard”                           | 1999                       |
| Beata Kawka                    | dziennikarka                        | 1999                       |
| Katarzyna Łukaszyńska          | dziennikarka                        | 1999                       |
| Barbara Majewska               | dziennikarka                        | 1999                       |
| Katarzyna Bargiełowska         | dziennikarka                        | 1999                       |
| Anna Ułas                      | dziennikarka                        | 1999                       |
| Marek Bogucki                  | dziennikarz                         | 1999                       |
| Paweł Sanakiewicz              | dziennikarz                         | 1999                       |
| Jarosław Jakimowicz            | Artur Lenart                        | 1999                       |
| Grzegorz Skurski               | komornik                            | 1999                       |
| Edmund Karwański               | Jurczyk                             | 1999                       |
| Waldemar Błaszczyk             | narzeczony Marty                    | 1999                       |
| Jeremi Jemiołowicz             | Damian Orzęcki                      | 1999                       |
| Andrzej Pieczyński             | szuler                              | 1999                       |
| Paweł Szczesny                 | Feliks Weber                        | 1999                       |
| Robert Ostolski                | Bronek                              | 1999                       |
| Mirosław Oczkoś                | policjant                           | 1999                       |
| Marcin Klepacki                | policjant                           | 1999                       |
| Lech Mackiewicz                | diler                               | 1998                       |
| Lech Mackiewicz                | pokerzysta                          | 1999                       |
| Tomasz Preniasz-Struś          | spec od podsłuchów                  | 1999                       |
| Bożena Targosz                 | prowadząca „Panoramy”               | 1999                       |
| Marcin Przybylski              | akwizytor bielizny                  | 1999                       |
| Anna Nehrebecka                | Barbara Złotopolska                 | 1997–2000                  |
| Sebastian Konrad               | Łukasz „Świrus”                     | 1997–2000                  |
| Jan Jankowski                  | Max Grubba                          | 1997–2000                  |
| Ryszard Radwański              | komisarz                            | 1998–2000                  |
| Wojciech Duryasz               | lekarz                              | 1998–2000                  |
| Magdalena Warzecha             | Teresa Żuk                          | 1999–2000                  |
| Piotr Prokop                   | goryl Dunina                        | 1999–2000                  |
| Zbigniew Kacperski             | goryl Dunina                        | 1999–2000                  |
| Omar Sangare                   | lekarz Gaston                       | 1999–2000                  |
| Jan Jurewicz                   | Piwko                               | 1999–2000                  |
| Stefan Burczyk                 | Andrzej Kalinowski                  | 1999–2000                  |
| Marek Kalita                   | Marcin                              | 2000                       |
| Gabriela Muskała               | Jola Podleśna                       | 2000                       |
| Mikołaj Klimek                 | kontrahent                          | 1998                       |
| Mikołaj Klimek                 | „Bruber”                            | 2000                       |
| Ewa Gorzelak                   | Agnieszka Gołąbek                   | 2000                       |
| Aleksandra Ciejek              | złodziejka                          | 2000                       |
| Henryk Talar                   | Tadeusz Partyniak                   | 2000                       |
| Robert Rutkowski               | reporter „Panoramy”                 | 2000                       |
| Izabela Liżewska               | Klaudia                             | 2000                       |
| Krzysztof Krupiński            | Jacuś C.                            | 2000                       |
| Zofia Merle                    | Cyganka                             | 2000                       |
| Aleksander Trąbczyński         | szef firmy                          | 2000                       |
| Grzegorz Kowalczyk             | Czipen                              | 1997–2001                  |
| Agnieszka Sitek                | Weronika Złotopolska                | 1997–2001                  |
| Jerzy Karaszkiewicz            | menel Funio                         | 1998–2001                  |
| Jan Prosiński                  | Maciek                              | 1998–2001                  |
| Tadeusz Woszczyński            | „Mały”                              | 1998–2001                  |
| Katarzyna Paskuda              | Kasia                               | 1999–2001                  |
| Wojciech Siemion               | Zdzisław Wolski                     | 1999–2001                  |
| Zuzanna Paluch                 | Zuzanna                             | 1999–2001                  |
| Cezary Domagała                | Leszek Chojnaś                      | 2000–2001                  |
| Mirosław Krawczyk              | Franciszek Stempel                  | 2000–2001                  |
| Stanisław Jaskułka             | Kowalik                             | 1998                       |
| Stanisław Jaskułka             | Zaliwski                            | 2000                       |
| Stanisław Jaskułka             | malarz                              | 2000–2001                  |
| Marek Walczewski               | Śliwicki                            | 2001                       |
| Jerzy Rogalski                 | „Marny”                             | 2001                       |
| Dariusz Toczek                 | mechanik                            | 2001                       |
| Maciej Robakiewicz             | komisarz Chrzanowski                | 2001                       |
| Łukasz Nowicki                 | Borys Stojan                        | 2001                       |
| Marek Sierocki                 | DJ                                  | 1998                       |
| Marek Sierocki                 | dziennikarz muzyczny                | 2001                       |
| Stanisława Celińska            | Klementyna Kęsikowa                 | 1998–2002                  |
| Maciej Gąsiorek                | Policjant Mietek                    | 1998–2002                  |
| Rafał Walentowicz              | Rafał                               | 1999–2002                  |
| Agnieszka Czekańska            | Maryna Fogiel-Kulesza               | 1999–2002                  |
| Robert Kudelski                | Julian Pereszczako                  | 2001–2002                  |
| Bogdan Misiewicz               | „Magister”                          | 2001                       |
| Bogdan Misiewicz               | pijak                               | 2002                       |
| Leszek Abrahamowicz            | klient                              | 2002                       |
| Monika Dryl                    | złodziejka                          | 2002                       |
| Małgorzata Duda-Kozera         | listonoszka                         | 2002                       |
| Henryk Machalica               | Dionizy Złotopolski                 | 1997–2003                  |
| Małgorzata Socha               | Kate, córka Wonsa                   | 1998–1999, 2002–2003       |
| Ewa Żukowska                   | Matylda Wolna                       | 2001–2003                  |
| Paulina Janus                  | Kasia Gabriel (#1)                  | 2002–2003                  |
| Dariusz Pick                   | ekshibicjonista                     | 2003                       |
| Andrzej Andrzejewski           | posłaniec                           | 2003                       |
| Jacek Mikołajczak              | Pług-Pługowski                      | 2003                       |
| Andżelika Piechowiak           | klientka                            | 2003                       |
| Patrycja Szczepanowska         | Ewelina Złotopolska                 | 2003                       |
| Radek Gelber                   | Antoś Gabriel                       | 1998–2001, 2004            |
| Gabrysia Gelber                | Ola Gabriel                         | 1998–2001, 2004            |
| Janusz Onufrowicz              | Policjant Jasio                     | 1998–2004                  |
| Zofia Jamry-Chorzewska         | Michalina                           | 1998–2004                  |
| Monika Kwiatkowska             | Monika Biernacka                    | 1998–2004                  |
| Magdalena Wójcik               | Aneta Czysta                        | 2000–2004                  |
| Tomasz Budyta                  | Piotr Bulcyngier                    | 2000–2004                  |
| Małgorzata Niemirska           | Wioletta Skarga                     | 2002–2004                  |
| Paulina Kinaszewska            | Hanka Smolista                      | 2003–2004                  |
| Grzegorz Gadziomski            | „Elektryczny Mundek”                | 2004                       |
| Aleksander Machalica           | duch Dionizego Złotopolskiego       | 2004                       |
| Jacek Lenartowicz              | współpracownik Marcela              | 1998                       |
| Jacek Lenartowicz              | opiekun psa tropiącego              | 2004                       |
| Renata Gabryjelska             | Ewa Kowalska                        | 1997–2005                  |
| Eugeniusz Priwieziencew        | Antoni Pereszczako                  | 1998–2005                  |
| Adam Dzienis                   | „Pawian”                            | 1998                       |
| Adam Dzienis                   | Florek Murawiec                     | 1999–2005                  |
| Andrzej Brzeski                | Mieczysław Bolesław Dąbek           | 1999–2000, 2003–2005       |
| Gustaw Lutkiewicz              | Zygmunt Karabasz                    | 2000–2005                  |
| Beata Ścibakówna               | Mirella Dąbek                       | 2000–2005                  |
| Jan Kociniak                   | Tomasz „Wolny”                      | 2001–2005                  |
| Waldemar Walisiak              | Kwaśniewski                         | 2002–2005                  |
| Pawełek Knyż                   | Jureczek                            | 2002–2005                  |
| Miłogost Reczek                | Krystian Ordyński                   | 2005                       |
| Anna Piróg                     | Marletta Poziomka                   | 2005                       |
| Katarzyna Zielińska            | Eugenia Osoba                       | 2005                       |
| Irena Kownas                   | gospodyni                           | 2005                       |
| Krzysztof Stelmaszyk           | Jerzy Wons                          | 1998–2006                  |
| Bartłomiej Topa                | Zenek Pereszczako                   | 1999–2006                  |
| Aleksy Awdiejew                | Fiedor Dunin                        | 1999–2006                  |
| Leon Niemczyk                  | Emil Gilewski                       | 1999–2006                  |
| Jerzy Łapiński                 | Gromosław Jemioła                   | 2002–2006                  |
| Antoni Ostrouch                | Maciej Kosa                         | 2003–2006                  |
| Andrzej Grabowski              | Andrzej Złotopolski                 | 2004–2006                  |
| Marcin Jędrzejewski            | sprzedawca samochodu                | 1998                       |
| Marcin Jędrzejewski            | podkomisarz Ordon                   | 2005–2006                  |
| Joanna Gleń                    | kandydatka na asystentkę posła      | 2006                       |
| Andrzej Oksza-Łapicki          | dziennikarz                         | 2006                       |
| Jerzy Słonka                   | chłop                               | 2006                       |
| Mieczysław Kadłubowski         | chłop                               | 2006                       |
| Olga Miłaszewska               | mieszkanka Złotopolic               | 2006                       |
| Beata Łuczak                   | mieszkanka Złotopolic               | 2006                       |
| Irena Orłowska                 | mieszkanka Złotopolic               | 2006                       |
| Ewa Kasprzyk                   | Ilona Clark-Kowalska                | 1998–2007                  |
| Sylwia Stankiewicz             | Sylwia                              | 1999–2007                  |
| Jan Monczka                    | Bogusław Pipa-Popędowski            | 2003–2007                  |
| Beata Poźniak                  | Helena Ziomek                       | 2005–2007                  |
| Jarosław Domin                 | Bartłomiej Kruk                     | 2005–2007                  |
| Anna Chitro-Bergman            | Zofia Ziomek-Kruk                   | 2005–2007                  |
| Marek Włodarczyk               | Arek Tomecki                        | 2006–2007                  |
| Mirosław Kropielnicki          | majster Korzelak                    | 2007                       |
| Michał Piela                   | Jerzy Kurek                         | 2007                       |
| Zacharjasz Muszyński           | poszukujący pomocy                  | 2007                       |
| Magdalena Margulewicz          | kandydatka na asystentkę posła      | 2006                       |
| Magdalena Margulewicz          | dziewczyna                          | 2007                       |
| Radosław Elis                  | Mirek Gabriel                       | 1997–2008                  |
| Andrzej Nejman                 | Waldek Złotopolski                  | 1997–2008                  |
| Aleksandra Woźniak             | Agata Gabriel-Tulczyńska (#2)       | 2005–2008                  |
| Joanna Kwiatkowska-Zduń        | Izabela Tulczyńska                  | 2006–2008                  |
| Angelika Andrys                | Róża Garlińska                      | 2007–2008                  |
| Barbara Kałużna                | Anita                               | 2007–2008                  |
| Aleksandra Nieśpielak          | Viola, koleżanka Tomka              | 2007–2008                  |
| Marian Jaskulski               | Konrad Tulczyński                   | 2008                       |
| Karina Szafrańska              | złodziejka                          | 2008                       |
| Maksymilian Rogacki            | „Sztaba”                            | 2008                       |
| Marcin Artecki                 | „Funio”                             | 2008                       |
| Jerzy Turek                    | Józef Garliński                     | 1997–2009                  |
| Magdalena Stużyńska            | Marcysia Biernacka-Złotopolska (#1) | 1998–2009                  |
| Monika Stefaniak               | Janina Gabriel                      | 2002–2004, 2006–2009       |
| Marcin Kwaśny                  | Zieliński                           | 2004, 2009                 |
| Roman Bugaj                    | bandyta                             | 2008–2009                  |
| Filip Domagała                 | Pedro                               | 2008–2009                  |
| Krzysztof Mateusiak            | Andrzej Pękała                      | 2009                       |
| Wojciech Kalita                | „Żyrafa”                            | 2009                       |
| Mariusz Drężek                 | gej Adaś                            | 2009                       |
| Przemysław Modliszewski        | bandyta                             | 2009                       |
| Michał Anioł                   | inspektor                           | 2009                       |
| Marcin Kołaczkowski            | Filip Konopka                       | 2009                       |
| Piotr Machalica                | Chris Kamieniecki                   | 2007–2009                  |
| Klaudia Derebecka              | Kasia Gabriel (#2)                  | 2008–2009                  |
| Jacek Rozenek                  | Radosław Tulczyński                 | 2005–2009                  |
| Joanna Jeżewska                | Agnieszka Kalwas                    | 2009                       |

## Czołówki serialu
W odcinkach 1-3 nie było czołówki, w zamian był utwór zespołu Mafia - „Szalona piosenka o lataniu”, a także logo serialu „Złotopolscy”. Pierwsza czołówka serialu była wyświetlana od 2 stycznia do 6 czerwca 1998 (odcinki 4-48), pojawili się w niej: Dionizy, Barbara, Marek, Kacper i Waldek Złotopolscy oraz Eleonora, Wiesiek, Marta, Tomek, Agata, Mirek i Weronika Gabrielowie.
Druga czołówka była nadawana od 12 czerwca do 29 sierpnia 1998 (odcinki 49-66), zamiast Mirka Gabriela pokazano pana Józefa (tym razem było to ujęcie filmowe, wykorzystane również w następnej czołówce).
Trzecia czołówka była nadawana od 5 września 1998 do 12 listopada 1999 (odcinki 67-176). W czołówce zmienił się kadr, bo zamiast zdjęć bohaterów pojawiły się minifilmy ich przedstawiające. Wystąpili w niej kolejno: Dionizy, Barbara, Kacper, Marek i Waldek Złotopolscy oraz Eleonora, Marta, Wiesiek, Agata, Tomek i Weronika Gabrielowie oraz pan Józef.
Czwarta czołówka była nadawana od 13 listopada 1999 do 26 marca 2000 (odcinki 177-216), pojawili się w niej Dionizy, Barbara, Kacper, Marek i Waldek Złotopolscy, Eleonora, Marta, Wiesiek i Tomek, Gabrielowie, Weronika i Julia Złotopolskie oraz pan Józef. Zmienione zostały ujęcia Tomka i pana Józefa.
Piąta czołówka była wyświetlana od 1 kwietnia 2000 do 20 kwietnia 2002 (odcinki 217-412), pojawili się w niej Dionizy, Julia, Kacper, Marek, Waldek i Weronika Złotopolscy, Eleonora, Marta, Wiesiek i Tomek Gabrielowie oraz Marylka Baka i pan Józef. 
Szósta czołówka była wyświetlana od 21 kwietnia do 3 listopada 2002 (odcinki 413-454). Oprócz rodzin Złotopolskich i Gabrielów pojawili się w niej Marcysia Biernacka (zamiast Weroniki Złotopolskiej), Marylka Baka i pan Józef.
Siódma czołówka była wyświetlana od 9 listopada 2002 do 4 stycznia 2003 (odcinki 455-476), pojawili się w niej ci sami bohaterowie, co w poprzedniej wersji. Jedyną zmianą było dodanie nazwiska męża do postaci Marcysi Biernackiej-Złotopolskiej. 
Ósma czołówka była wyświetlana od 5 stycznia 2003 do 24 kwietnia 2004 (odcinki 477-592), cały czas pojawili się w niej ci sami bohaterowie, co w poprzedniej wersji. Jedyną zmianą było to, że wyświetlano imię i nazwisko scenarzysty Jana Purzyckiego na początku.
Dziewiąta czołówka wyświetlana była od 25 kwietnia 2004 do 27 listopada 2005 (odcinki 593-720). Pojawili się w niej Julia, Marek, Kacper, Waldek i Marcysia Złotopolscy, Eleonora, Marta, Wiesiek i Tomek Gabrielowie, Marylka Baka, Elżbieta Kleczkowska i pan Józef.
Dziesiąta czołówka wyświetlana była od 3 grudnia 2005 do 16 czerwca 2007 (odcinki 721-872), pojawili się w niej rodzina Złotopolskich, Eleonora, Marta, Wiesiek, Agata, Tomek i Marylka Gabrielowie oraz pan Józef.
Jedenasta czołówka wyświetlana była od 17 czerwca 2007 do 6 czerwca 2009 (odcinki 873-1052), pojawili się w niej ci sami bohaterowie, co w poprzedniej wersji. Jedyną zmianą było to, że czołówka była wyświetlana w formacie 16:9, zmieniono też ujęcie Agaty Gabriel.
Dwunasta czołówka wyświetlana była od 7 czerwca 2009 do 31 października 2010 (odcinki 1053-1112). Zdjęcia bohaterów zostały zmienione na aktualne. Pojawili się: Julia, Marek, Kacper i Magdalena Złotopolscy, Eleonora, Marta, Wiesiek, Tomek i Marylka Gabrielowie, Kalina, Rudy, Kleczkowska, Biernacki i pan Józef (grał do 2009, z powodu śmierci aktora grającego tę postać jego zdjęcie było czarno-białe w odcinkach 1092–1104 emitowanych od 7 marca do 6 czerwca 2010).
Trzynasta i ostatnia czołówka wyświetlana była od 7 listopada do 25 grudnia 2010 (odcinki 1113-1121). Występowali w niej Julia, Marek, Marcysia, Kacper i Magdalena Złotopolscy, Eleonora, Marta, Wiesiek, Tomek i Marylka Gabrielowie, Kalina, Rudy, Kleczkowska i Biernacki.

## Nagrody i wyróżnienia
| Rok  | Ceremonia       | Nagroda | Kategoria        | Wynik       |
| ---- | --------------- | ------- | ---------------- | ----------- |
| 1999 | Telekamery 1999 | –       | Serial           | V miejsce   |
| 1999 | Telekamery 1999 | –       | Aktorka          | III miejsce |
| 1999 | Telekamery 1999 | –       | Aktor            | IV miejsce  |
| 2000 | Telekamery 2000 | –       | Serial           | III miejsce |
| 2001 | Telekamery 2001 | –       | Serial           | III miejsce |
| 2001 | Telekamery 2001 | –       | Aktor            | V miejsce   |
| 2002 | Telekamery 2002 | –       | Serial           | II miejsce  |
| 2002 | Telekamery 2002 | –       | Aktor            | V miejsce   |
| 2003 | Telekamery 2003 | –       | Serial           | V miejsce   |
| 2003 | Telekamery 2003 | –       | Aktorka          | IV miejsce  |
| 2004 | Telekamery 2004 | –       | Serial           | V miejsce   |
| 2004 | Telekamery 2004 | –       | Aktor            | V miejsce   |
| 2004 | Teleekrany 2004 | –       | Serial komediowy | I miejsce   |
| 2005 | Telekamery 2005 | –       | Aktorka          | III miejsce |
| 2005 | Telekamery 2005 | –       | Aktor            | II miejsce  |
| 2006 | Telekamery 2006 | –       | Aktorka          | IV miejsce  |
| 2007 | Telekamery 2007 | –       | Serial           | V miejsce   |
| 2011 | Telekamery 2011 | –       | Aktor            | IV miejsce  |

## Spis serii
| Seria            | Ramówka        | Odcinki        | Premiera serii   | Finał serii      | Pora emisji                      | Stacja telewizyjna |
| ---------------- | -------------- | -------------- | ---------------- | ---------------- | -------------------------------- | ------------------ |
| Pilotowe odcinki | lato 1997      | 1–3 (3)        | 23 czerwca 1997  | 25 czerwca 1997  | poniedziałek–środa 17.25         | TVP1               |
| 1.               | zima–lato 1998 | 4–66 (63)      | 2 stycznia 1998  | 31 lipca 1998    | piątek i sobota 19.00            | TVP2               |
| 1.               | zima–lato 1998 | 4–66 (63)      | 1 sierpnia 1998  | 29 sierpnia 1998 | sobota 19.00                     | TVP2               |
| 2.               | 1998/1999      | 67–154 (88)    | 5 września 1998  | 27 czerwca 1999  | sobota, niedziela i święta 15.30 | TVP2               |
| 3.               | 1999/2000      | 155–248 (94)   | 4 września 1999  | 25 czerwca 2000  | sobota, niedziela i święta 15.00 | TVP2               |
| 4.               | 2000/2001      | 249–339 (91)   | 16 września 2000 | 24 czerwca 2001  | sobota, niedziela i święta 15.00 | TVP2               |
| 5.               | 2001/2002      | 340–436 (97)   | 8 września 2001  | 23 czerwca 2002  | sobota, niedziela i święta 14.30 | TVP2               |
| 6.               | 2002/2003      | 437–526 (90)   | 7 września 2002  | 15 czerwca 2003  | sobota, niedziela i święta 14.30 | TVP2               |
| 7.               | 2003/2004      | 527–605 (79)   | 20 września 2003 | 6 czerwca 2004   | sobota, niedziela i święta 14.30 | TVP2               |
| 8.               | 2004/2005      | 606–694 (89)   | 19 września 2004 | 26 czerwca 2005  | sobota, niedziela i święta 14.30 | TVP2               |
| 9.               | 2005/2006      | 695–784 (90)   | 10 września 2005 | 25 czerwca 2006  | sobota, niedziela i święta 14.30 | TVP2               |
| 10.              | 2006/2007      | 785–875 (91)   | 9 września 2006  | 24 czerwca 2007  | sobota, niedziela i święta 14.30 | TVP2               |
| 11.              | 2007/2008      | 876–967 (92)   | 8 września 2007  | 22 czerwca 2008  | sobota, niedziela i święta 14.30 | TVP2               |
| 12.              | 2008/2009      | 968–1058 (91)  | 6 września 2008  | 21 czerwca 2009  | sobota, niedziela i święta 14.30 | TVP2               |
| 13.              | jesień 2009    | 1059–1091 (33) | 31 sierpnia 2009 | 29 grudnia 2009  | poniedziałek i wtorek 18.30      | TVP2               |
| 14.              | wiosna 2010    | 1092–1104 (13) | 7 marca 2010     | 6 czerwca 2010   | niedziela i święta 14.30         | TVP2               |
| 15.              | jesień 2010    | 1105–1121 (17) | 12 września 2010 | 25 grudnia 2010  | niedziela i święta 14.30         | TVP2               |

Obsada
- Anna Przybylska jako Marylka Baka
- Andrzej Piaseczny jako Kacper Górniak
- Paweł Wawrzecki jako Wiesław Gabriel
- Ewa Ziętek jako Marta Gabriel
- Paweł Burczyk jako biznesmen
- Kazimierz Orzechowski jako ksiądz Leski
- Eugeniusz Priwieziencew jako Antoni Pereszczako
- Alina Janowska jako Eleonora Gabriel
- Małgorzata Rożniatowska jako Elżbieta Kleczkowska
- Agnieszka Czekańska jako Maryna Fogiel
- Magdalena Stużyńska jako Marcysia Biernacka
- Grzegorz Komendarek jako kucharz Grzegorz Ordalski
- Anna Milewska jako Julia Złotopolska
- Leon Niemczyk jako Emil Gilewski
- Henryk Machalica jako Dionizy Złotopolski
- Jerzy Turek jako listonosz Józef Garliński
- Janusz Onufrowicz jako policjant Jasio